# Rohoziv, Borîspil
Rohoziv (în ucraineană Рогозів) este localitatea de reședință a comunei Rohoziv din raionul Borîspil, regiunea Kiev, Ucraina.

## Demografie
Componența lingvistică a localității Rohoziv
     Ucraineană (97,79%)
     Rusă (1,97%)
     Alte limbi (0,07%)
Conform recensământului din 2001, majoritatea populației localității Rohoziv era vorbitoare de ucraineană (97,79%), existând în minoritate și vorbitori de rusă (1,97%).